# جيدريوس جستاس
جيدريوس جستاس (بالليتوانية: Giedrius Gustas)‏ مواليد 4 مارس 1980 في كاوناس، الجمهورية الليتوانية السوفيتية الاشتراكية، هو مدرب كرة سلة ليتواني ولاعب سابق. بدأ مسيرته الاحترافية في سنة 1998. يدرب في الدوري الليتواني لكرة السلة. حقق المركز الأول في بطولة أمم أوروبا لكرة السلة 2003. اعتزل اللعب في 2016.

## المسيرة الاحترافية
لعب مع زالغيريس لكرة السلة في موسم 1998–1999، ثم لعب مع لوكوموتيف كوبان في الدوري الروسي في موسم 2004–2005، ثم لعب مع زينيت سانت بطرسبرغ في موسم 2006–2007.

## الميداليات
| الميدالية | المسابقة                         |
| --------- | -------------------------------- |
| ذهبية     | بطولة أمم أوروبا لكرة السلة 2003 |
| برونزية   | بطولة أمم أوروبا لكرة السلة 2007 |

## روابط خارجية
- جيدريوس جستاس على موقع الاتحاد الدولي لكرة السلة (الإنجليزية)
- جيدريوس جستاس على موقع الدوري الأوروبي لكرة السلة (الإنجليزية)
- جيدريوس جستاس على موقع كرة السلة الأوروبية.كوم (الإنجليزية)
- جيدريوس جستاس على موقع ريلجم (الإنجليزية)
- جيدريوس جستاس على موقع بروبوليرز (الإنجليزية)
- جيدريوس جستاس على موقع سبورتس رفرنس (الإنجليزية)